# Shuhada (district)
Shuhada est un district de la province de Badakhshan en Afghanistan. Sa population est estimée à 31 000 habitants.